# アラスカ火山観測所
アラスカ火山観測所（アラスカかざんかんそくしょ、英語: Alaska Volcano Observatory、略称: AVO）は、アメリカ地質調査所、アラスカ大学フェアバンクス校の地球物理学研究所、アラスカ州地質地球物理調査所 (ADGGS) の3者による合同プログラムである。アラスカ火山観測所は1988年に設立され、連邦政府、州政府、大学のリソース（資源）を使用して、アラスカの火山学を研究し、危険な火山を監視するほか、噴火活動の記録及び予測、人命と財産を脅かす火山災害の軽減に努めている。観測所のウェブサイトでは、定期的に更新される地震計とWebカメラを用いて、活火山を監視できる。観測所は航空を危険に晒す火山灰や噴煙について警告するために、アラスカの人口密集地に近いクック湾とアリューシャン列島に20以上ある火山を監視している。
アラスカ火山観測所はアンカレッジのアラスカ・パシフィック大学のキャンパス内に所在する。